# Russula puellaris
Russula puellaris, también conocida como rúsula pequeña, es un hongo basidiomiceto comestible, de la familia Russulaceae. Es una especie bastante frecuente, que crece en terrenos relativamente poco húmedos, preferentemente en bosques de coníferas, y ocasionalmente bajo planifolios. Su seta, o cuerpo fructífero, aflora en solitario o formando grupos, desde verano a otoño. El epíteto específico, puellaris, significa "juvenil".

## Descripción
El cuerpo fructífero de este hongo posee un sombrero de entre 3 y 5 —a veces hasta 7— centímetros de diámetro, sólido y de forma convexa al principio, más tarde extendido y al final de su desarrollo frágil y deprimido en el centro. Tiene el borde acanalado. La cutícula es brillante y de color variable, aunque frecuentemente suele presentar tintes violáceos o purpúreos, con el centro mucho más oscuro, presentando a veces manchas amarillas. La textura de la cutícula es húmeda y algo rugosa, y es fácil de separar del sombrerillo desde el margen hasta bastante cerca del centro. La láminas son finas, semilibres y se disponen separadas. Son de color blanco al principio, tomando un color cremoso con tonalidades amarillentas conforme la seta envejece. El pie mide entre 3 y 5 centímetros de longitud y de 0,5 a 1,5 de diámetro. Es blanco amarillento y de forma cilíndrica, algo engrosado en la zona más cercana al suelo, que presenta forma ligeramente ahusada. Su carne, de sabor dulce y olor algo afrutado, es compacta y blanca, y se vuelve frágil, blanda y amarillenta conforme la seta madura. La esporada es de color crema.

## Posibilidades de confusión
La seta de R. cyanoxantha presenta similitudes con la de R. versicolor, cuyo borde está ligeramente acanalado y crece junto a abedules.